# Rozchodnik owłosiony
Rozchodnik owłosiony (Sedum villosum L.) – gatunek rośliny z rodziny gruboszowatych (Crassulaceae).

## Rozmieszczenie geograficzne
Występuje na rozproszonych stanowiskach w zachodniej i środkowej Europie, na wschodnim wybrzeżu Ameryki Północnej i w północnej Afryce. W Polsce znany tylko z jednego współczesnego stanowiska z Karkonoszy, z okolic Jarkowic.

## Morfologia

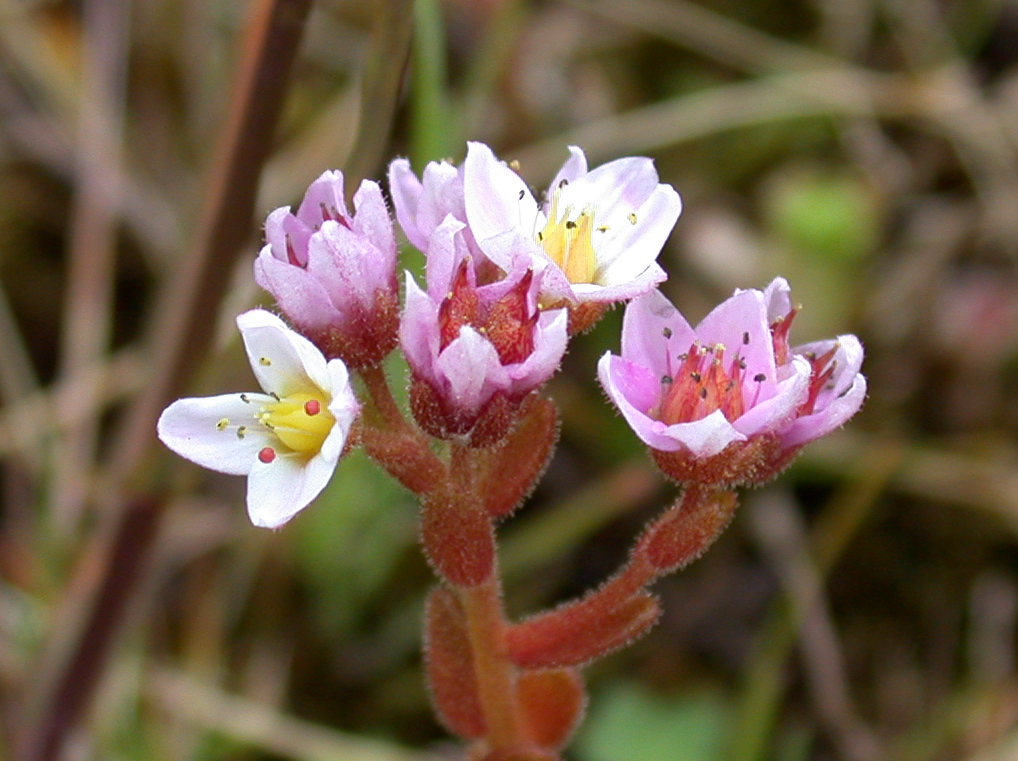
Kwiaty

PokrójDrobna, czerwono, gruczołowato owłosiona roślina.
ŁodygaDo 20 cm wysokości.
LiścieUstawione skrętolegle, wąskowałeczkowate.
KwiatyDrobne, zebrane w baldachogrono. Szypułki dłuższe od kwiatów. Działki tępe, podłużniejajowate. Płatki jasnoróżowe.
OwocMieszek.

## Biologia i ekologia
Roślina dwuletnia, monokarpiczna. Rośnie na torfowiskach, łąkach bagiennych, młakach, źródliskach i na brzegach rzek i stawów. Kwitnie w czerwcu i lipcu. Liczba chromosomów 2n=30.

## Zagrożenia
Kategorie zagrożenia gatunku:
- Kategoria zagrożenia w Polsce według Czerwonej listy roślin i grzybów Polski (2006)[5]: E (wymierający); 2016: RE (wymarły na obszarze Polski)[6].
- Kategoria zagrożenia w Polsce według Polskiej czerwonej księgi roślin (2001, 2014): CR (krytycznie zagrożony)[7].